# Вулиця Якова Гніздовського (Тернопіль)
Вулиця Якова Гніздовського — вулиця в мікрорайоні «Новий світ» міста Тернополя. Названа на честь художника, графіка, кераміста, мистецтвознавця Якова Гніздовського.

## Відомості
Розпочинається від вулиці Якова Головацького, пролягає на захід та закінчується неподалік будинку №2 вулиці Білецької. На вулиці розташовані приватні будинки.